# Difrasismo

El teoatl tlachinolli o atlachinolli ['agua divina, tierra quemada'] es un difrasismo (metáfora dialéctica) que empareja los opuestos elementales del agua y el fuego en un solo símbolo de guerra. Basado en un detalle del grabado del reverso de la escultura de piedra "Teocalli de la Guerra Sagrada" en el Museo Nacional de Antropología, Ciudad de México. Véase también Ian Mursell en Mexicolore.

Difrasismo es un término originado en el idioma español que se emplea en el estudio de ciertas lenguas mesoamericanas para describir un tipo concreto de construcción gramatical en la que dos palabras diferentes, al aparecer juntas, constituyen una tercera unidad de significado con carga metafórica y, a menudo, no relacionada con los significados de las dos palabras por separado. Esta construcción semántica y estilística era comúnmente empleada en la zona mesoamericana y aparece en muchas obras de la literatura mesoamericana. Se empleaba en lenguas como el maya clásico o el náhuatl clásico. El término fue empleado por primera vez por Ángel María Garibay K.
Ejemplos de difrasismo en náhuatl son "cuitlapilli ahtlapalli" o "in cuitlapilli in ahtlapalli" que significan literalmente "la cola, el ala" y que se usaban en un sentido metafórico y con un significado diferente traducible por "la gente" o "la gente de a pie". Otro ejemplo "in tēmōxtli in ehecatl", que literalmente significan "polvo, viento" y serían traducibles al aparecer juntas como "enfermedad". También podían abarcar otras categorías no nominales como los verbos en casos como: tlatqui, tlamāma , literalmente cargar, llevar pero juntas en difrasismo gobernar.
Se ha señalado que este tipo de construcción gramatical podría constituir un cambio de registro propio de las élites jerárquicas como ocurriría con la lengua zuyua entre los mayas.